# 大塘街道 (广州市)
大塘街道是中国广东省广州市越秀区下辖的一个街道，位于越秀区中部。辖区总面积1.06平方公里，下辖14个社区，常住人口5.79万人。

## 行政区划
大塘街道下辖以下地区：
东平社区、东皋社区、北横社区、豪贤社区、德政北社区、芳草社区、东方里社区、龙腾社区、秉政社区、德政中社区、大塘社区、朝阳社区和文德社区。

## 交通

### 地铁
█1号线：农讲所站、烈士陵园站